# Соннератия
Соннера́тия (лат. Sonneratia) — род цветковых растений семейства Дербенниковые (Lythraceae).
Могут образовывать чистый древостой или смешиваться с ризофоровыми. Пять видов соннератии входят в число основных компонентов мангровых лесов.
Род назван в честь французского натуралиста Пьера Соннера.

## Ботаническое описание

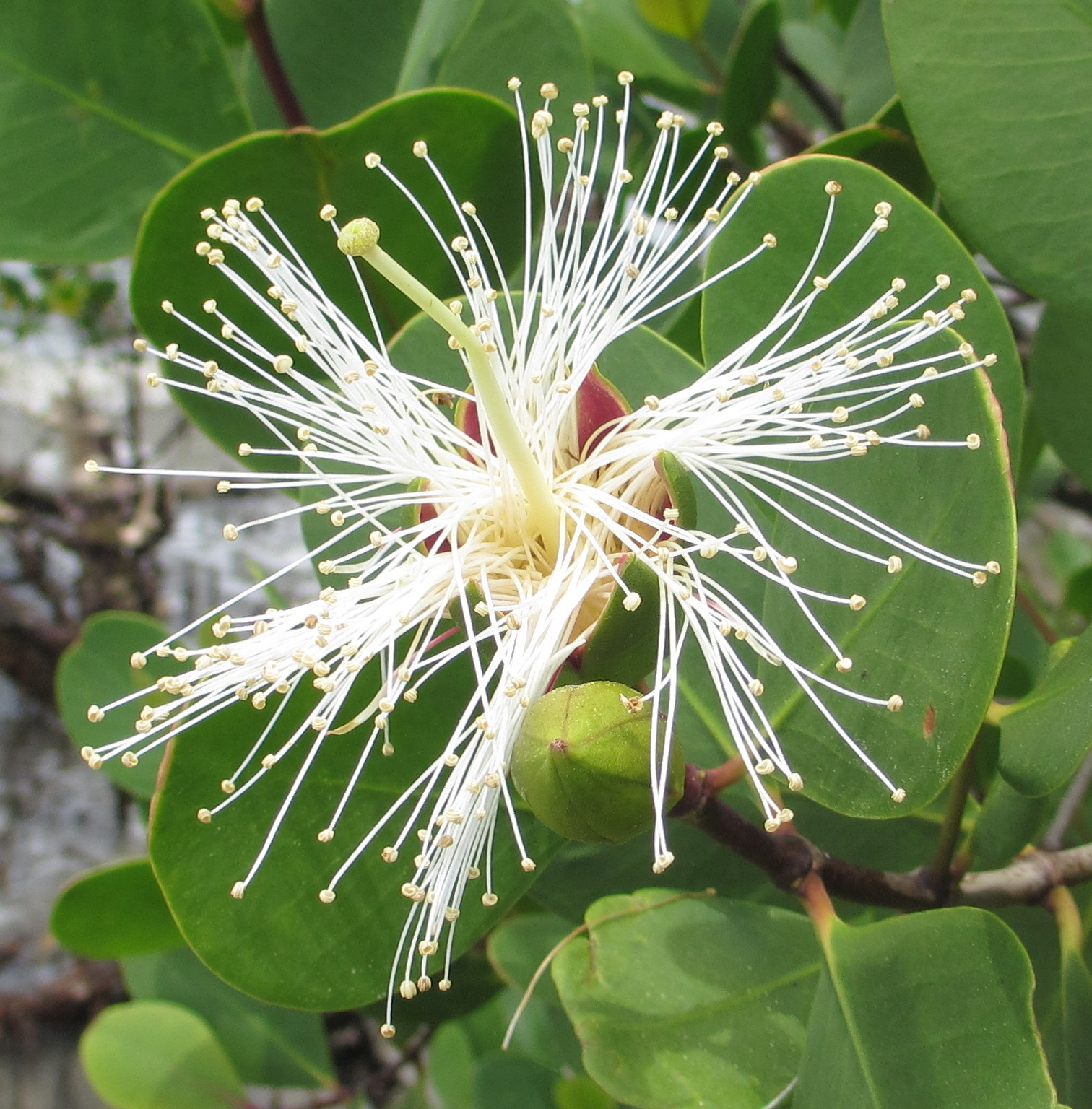
Цветок соннератии белой

Вечнозелёные деревья высотой 15—20 м, изредка даже выше, с супротивными листьями, диаметр ствола 0,8 м.
.
Корни длинные горизонтальные. Из них растут многочисленные вертикальные выросты, покрытые рыхлой корой, через которую затопленные приливом корни снабжаются кислородом. В нижней части этих выростов по мере накопления ила и песка образуются многочисленные мелкие питающие корни.
Цветки крупные, обоеполые, с неопадающей 4—8-членной чашечкой, которая может быть внутри красной, и многочисленными тычинками белого цвета. Лепестки малозаметны, могут отсутствовать совсем. Расположены по одному-три либо в небольших соцветиях-щитках, с неприятным запахом. Цветут ночью, к рассвету отцветают. Опыляются вечером и на рассвете птицами-нектарницами, ночью — нектароядными летучими мышами, которых привлекает выделяемый цветками нектар.
Плоды — быстроразлагающиеся ягоды диаметром 5—7 см. Семена распространяются течениями морской воды. Плоды съедобны.

## Распространение и среда обитания
Произрастает вдоль тропических побережий в виде сплошных зарослей в манграх и на песчаных пляжах, адаптировались к засоленным грунтам. Распространена вдоль берегов Восточной Африки, Мадагаскара, в Азии до островов Хайнань и Рюкю, в Микронезии, на Зондских островах, вдоль Северной Австралии, Новой Гвинеи, Соломоновых островов и Новой Каледонии. Наиболее распространёнными видами являются Соннератия белая и Соннератия сырная (Sonneratia caseolaris).

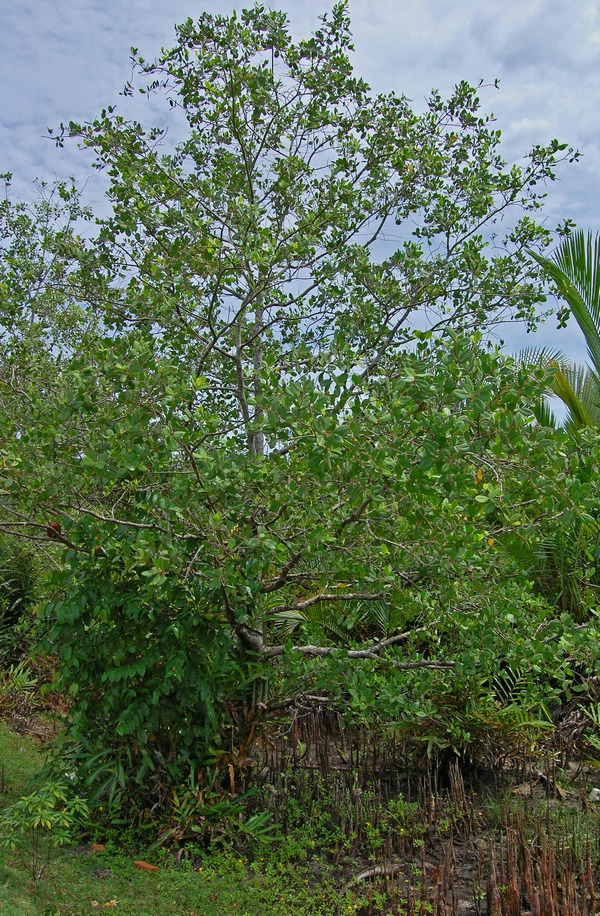
Соннератия сырная

## Виды рода Соннератия
- Sonneratia alba Sm. — Соннератия белая[6]
- Sonneratia apetala Buch.-Ham.
- Sonneratia caseolaris (L.) Engl. — Соннератия сырная[6]
  - [syn.  Sonneratia acida L.f. typus[1]]
  - [syn.  Sonneratia evenia Blume]
  - [syn.  Sonneratia neglecta Blume]
  - [syn.  Sonneratia obovata Blume]
  - [syn.  Sonneratia ovalis Korth.]
- Sonneratia griffithii Kurz
- Sonneratia × gulngai N.C.Duke & Jackes
  - [syn.  Sonneratia paracaseolaris — W.C.Ko, E.Y.Chen & W.Y.Chen]
- Sonneratia × hainanensis W.C. Ko, E.Y.Chen & W.Y.Chen
- Sonneratia lanceolata Blume
- Sonneratia ovata Backer
- Sonneratia pagatpat Blanco
- Sonneratia rubra Oken
- Sonneratia urama N.C.Duke

## Использование
- Древесина на топливо
- Дубильные вещества
- Приготовление лекарств
- Производство красителей
- Поделочный материал[2].